# Terellia apicalis
Terellia apicalis
 es una especie de insecto del género Terellia de la familia Tephritidae del orden Diptera. 
Chen la describió científicamente por primera vez en el año 1938.